# Velayos (Ávila)
Velayos ist ein Ort und eine zentralspanische Gemeinde (municipio) mit 217 Einwohnern (Stand: 2024) in der Provinz Ávila in der Autonomen Region Kastilien-León. 

## Lage
Velayos befindet sich in den nördlichen Ausläufern der Sierra de Gredos gut 22 Kilometer nordnordöstlich von Ávila in einer Höhe von 935 m. Das Klima im Winter ist kühl, im Sommer dagegen trotz der Höhenlage durchaus warm; der Regen fällt – mit Ausnahme der nahezu regenlosen Sommermonate – verteilt übers ganze Jahr.

## Bevölkerungsentwicklung
| Jahr      | 1970 | 1981 | 1991 | 2001 | 2011 | 2021 |
| Einwohner | 506  | 391  | 313  | 256  | 266  | 213  |

## Sehenswürdigkeiten

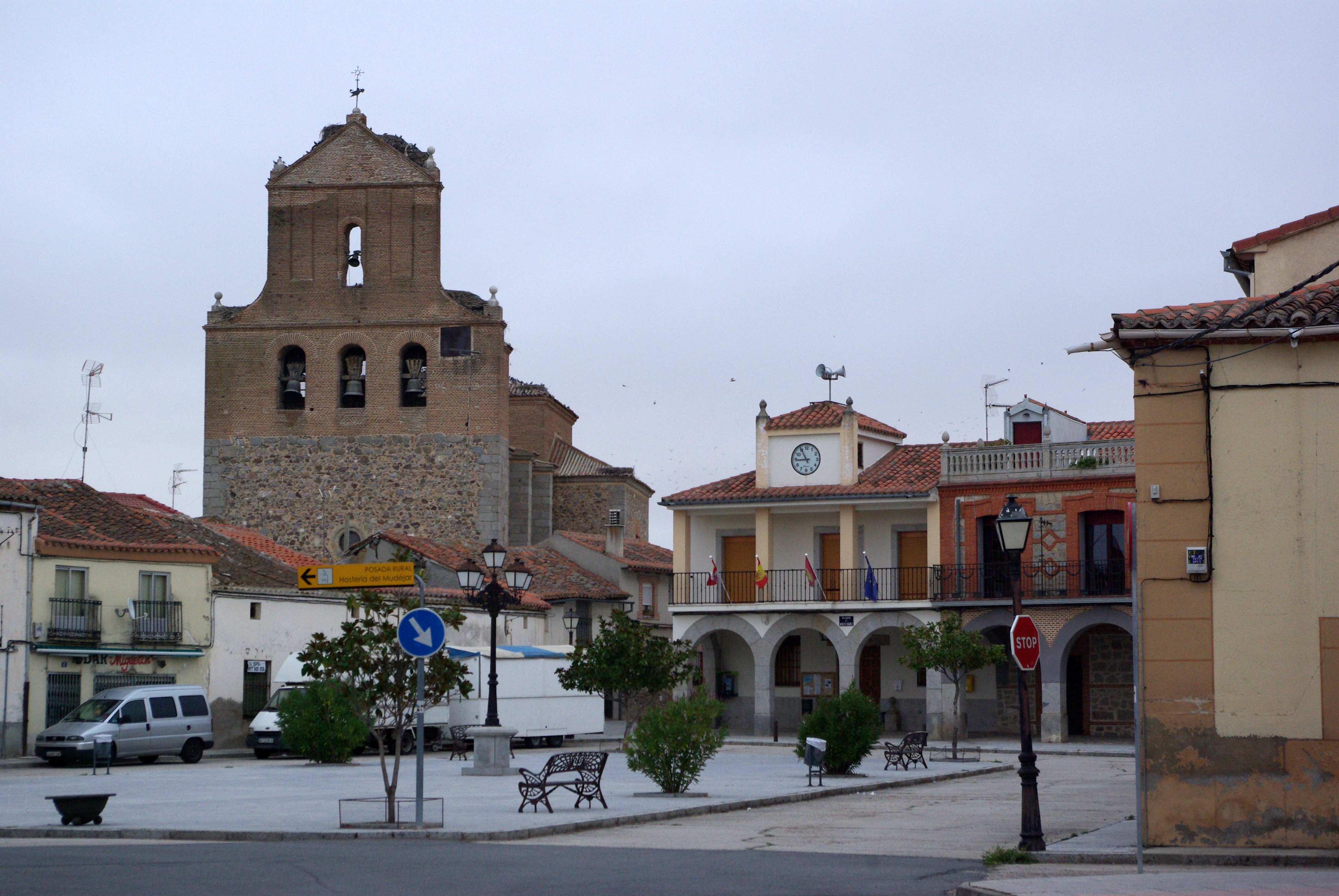
Isidorkirche
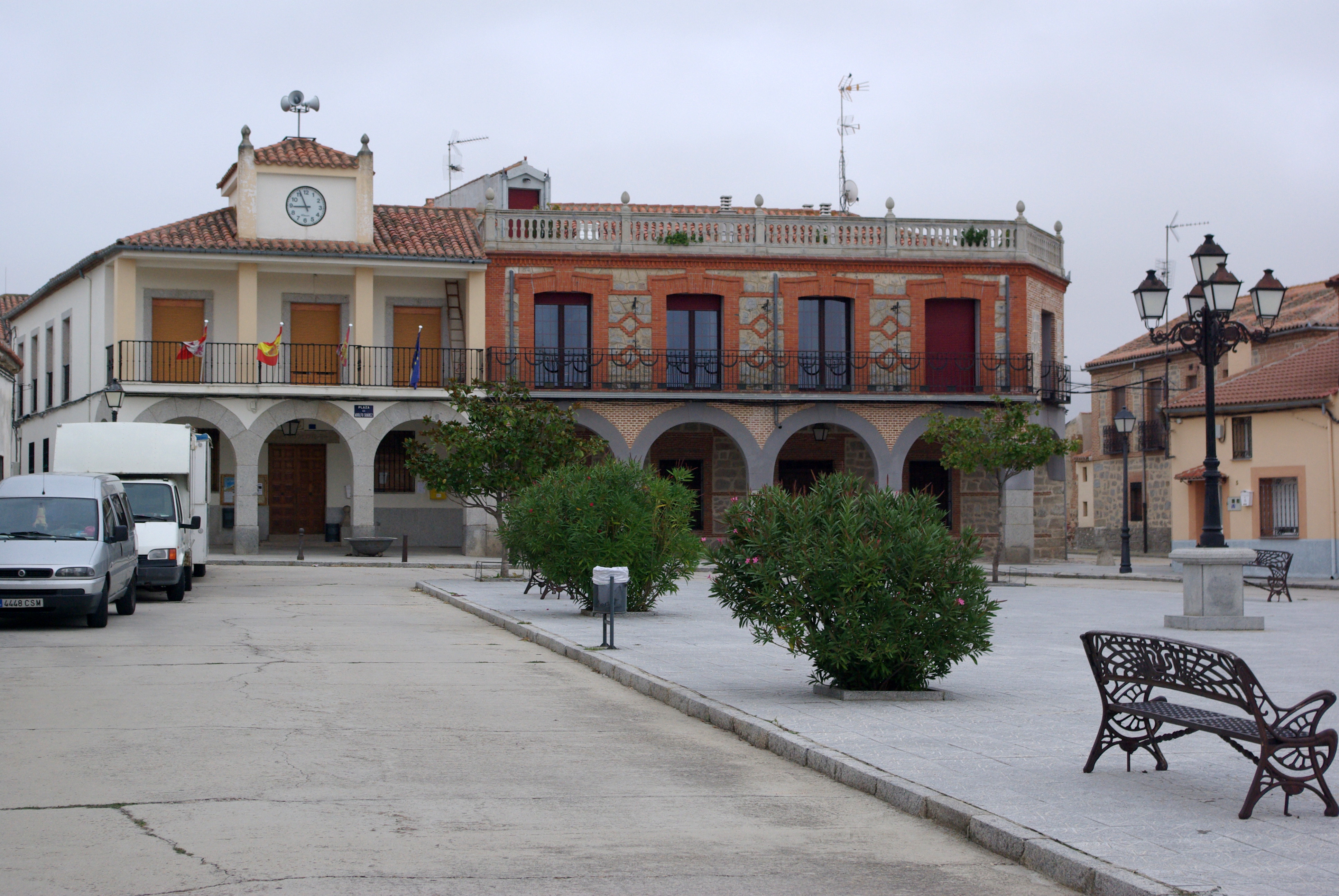
Rathaus

- Isidorkirche
- Rathaus